# Космос-1266
Космос-1266 — советский радиолокационный спутник океанской разведки и целеуказания системы «Легенда» (RORSAT по классификации НАТО), был запущен с космодрома «Байконур» 21 апреля 1981 года. Спутники системы «Легенда» предназначены для поиска в океанах оперативных групп ВМС США и других морских судов.

## Запуск
«Космос-1266» был запущен 21 апреля 1981 года в 3:45 по Гринвичу при помощи ракеты-носителя «Циклон-2» с космодрома «Байконур». После успешного вывода на орбиту спутник получил обозначение «Космос-1266», международное обозначение 1981-037A и номер по каталогу спутников 08473. «Космос-1266» должен был эксплуатироваться на низкой околоземной орбите. По состоянию на 21 апреля 1981 он имел перигей 259 километров, апогей 278 километров и наклон 65° с периодом обращения 89,65 минуты.

## Инцидент
28 апреля 1981 года на борту космического аппарата возникли серьёзные неполадки. Для пресечения непредвиденных ситуаций и неконтролируемого падения на Землю реакторный отсек спутника «Космос-1266» был переведён на высокую «орбиту захоронения».

## Космический аппарат
Спутники радиолокационной разведки УС-А представляли собой обзорную РЛС, которая производила сканирование поверхности с орбиты ~270 км. Для работы РЛС требовался мощный источник энергии, в связи с этим в качестве силовой установки на спутники этой серии устанавливали портативные ядерные реакторы малой мощности типа БЭС-5 «Бук» и «Топаз».